# Eisenbahnunfall im Hüttengrund
Der Eisenbahnunfall im Hüttengrund ereignete sich in der Nacht vom 30. auf den 31. Mai 1945 im Hüttengrund bei Bahnkilometer 21,25, zwischen dem Bahnhof Marienberg und der Brücke über die heutige Bundesstraße 171, auf der Bahnstrecke Reitzenhain–Flöha. Aufgrund überhöhter Geschwindigkeit eines vollbeladenen militärischen Transportzuges kam in einem engen, bogenreichen Taleinschnitt der Turm eines der geladenen Panzer durch einwirkende Zentrifugalkraft in Bewegung und blieb mit dem Geschützrohr an einer Felswand hängen. Dadurch verkeilte sich dieser Panzer, der Flachwagen und die ihm folgenden vier Wagen rissen ab und alles darauf befindliche Kriegsgerät, darunter weitere neun Panzer und drei andere Fahrzeuge, wurde heruntergerissen und zerstört. Der vordere Zugverband mit den verbliebenen Wagen konnte erst auf dem flacheren Streckenabschnitt vor dem Bahnhof Pockau-Lengefeld zum Stehen gebracht werden. 18 Personen verloren ihr Leben und 29 Menschen wurden verletzt.

## Unfallgeschehen

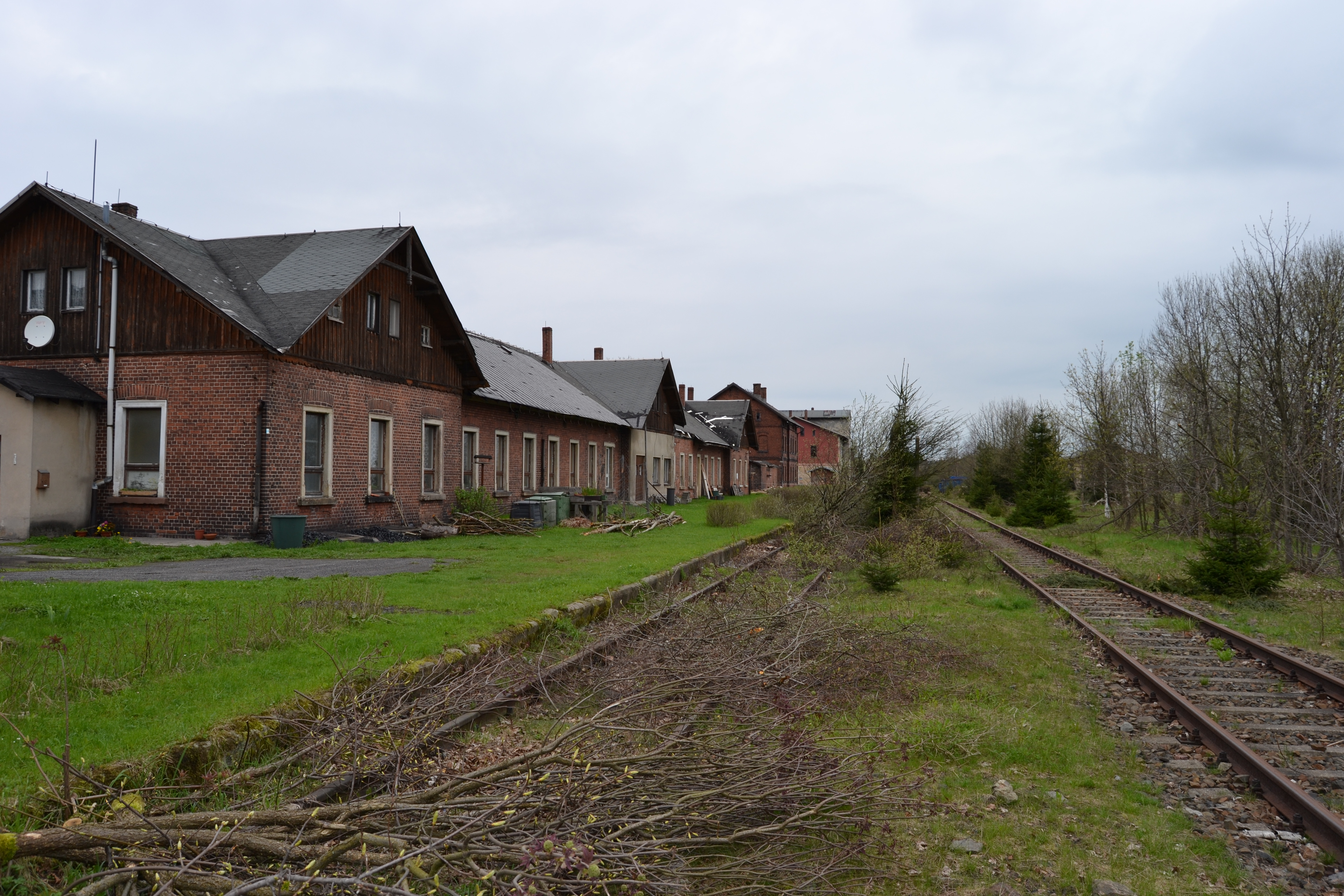
Grenzbahnhof Reitzenhain – hier fand der Lokwechsel statt

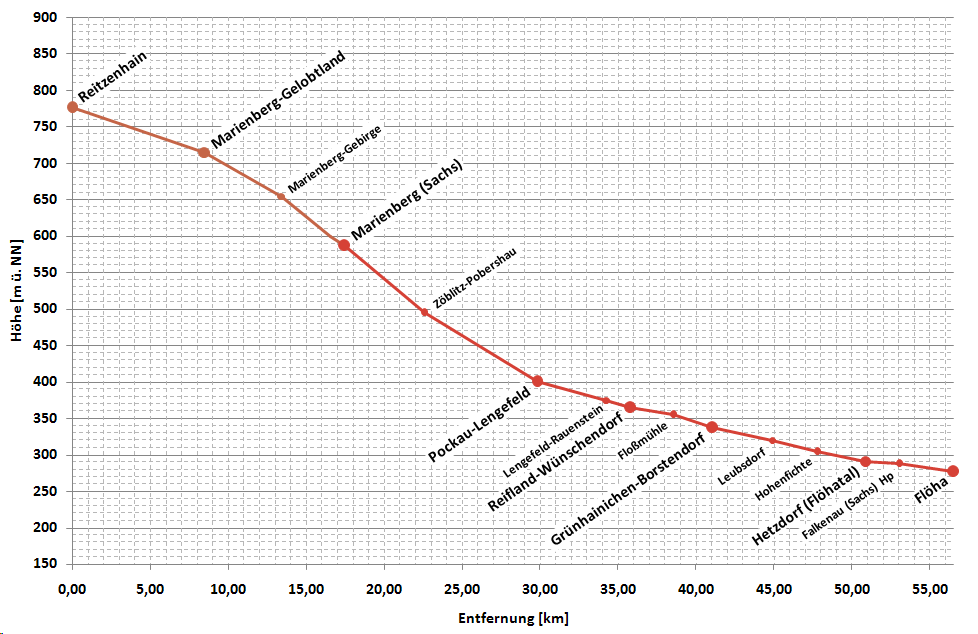
Vereinfachtes Höhenprofil der Strecke

Nach Ende des Zweiten Weltkrieges begaben sich aus den sowjetisch besetzten Gebieten Truppenverbände der Roten Armee mit ihrem Militärgerät wieder in die Sowjetunion zurück. So auch am 30. Mai 1945 aus Chomutov in der Tschechoslowakei auf der Bahnstrecke Chomutov–Reitzenhain, die über den Kamm des mittleren Erzgebirges nach Sachsen führte. Der lange Transportzug einer Panzereinheit war mit schwerem Gerät in Begleitung von mehreren Rotarmisten bestückt. Zwei tschechoslowakische Schiebeloks schoben den Zugverband über die tschechoslowakisch-deutsche Grenze zum Grenzbahnhof Reitzenhain in einer Höhe von 776 Metern, wo der Zug an die Deutsche Reichsbahn übergeben wurde. Allerdings stand in Reitzenhain nur eine Dampflok der Baureihe 52 für die Weiterfahrt in Richtung Flöha zur Verfügung.
Angesichts des starken Gefälles der Bahnstrecke lehnte der Fahrdienstleiter Walter Bräuer in Reitzenhain die Erteilung des Abfahrtauftrages für den schwerbeladenen Zug an den Lokführer Karl Baasner (* 1895) aufgrund der geringen Bremskraft von nur einer Dampflok zunächst ab. Vom sowjetischen Zugbegleitoffizier wurde Bräuer unter Androhung von Waffengewalt gegen 22 Uhr zur Freigabe der Abfahrt des Zuges in Reitzenhain gezwungen.
Der unterwegs in Gelobtland (715 m) geplante Sicherheitshalt des schweren Transportzuges war durch die unzureichende Bremswirkung der Dampflok nicht möglich. Im nunmehr folgenden, deutlich steileren Streckenabschnitt erhöhte sich die Geschwindigkeit des Zuges auf über 70 Kilometer pro Stunde. Im Hüttengrund verkeilte sich ein geladener Panzer, nachdem sich der Turm aufgrund der Fliehkräfte gedreht und das Rohr die Felswand gestreift hatte. Fünf Flachwagen rissen ab und die geladenen Panzer aller nachfolgenden Wagen wurden abgestreift. Der Zugverband mit den verbliebenen Wagen konnte erst kurz vor Pockau zum Halten gebracht werden.

## Opfer und Rettungsmaßnahmen
18 Soldaten und Offiziere der Roten Armee verloren durch diesen Eisenbahnunfall ihr Leben.
Noch in der Nacht zum 31. Mai wurden erste Bergungsmaßnahmen eingeleitet, die sich bis August 1945 erstreckten, da die zerstörten Panzer- und Wrackteile sich teilweise stark verkeilt hatten und durch Bergetechnik aus dem Felseinschnitt des Hüttengrundes gezogen werden mussten. Die wichtige Bahnstrecke über den Erzgebirgskamm konnte somit über zwei Monate nicht durchgängig befahren werden.

## Untersuchung des Vorfalls
Für den Unfall machte die sowjetische Besatzungsmacht das deutsche Zugpersonal, den Bahnhofsvorsteher und den Fahrdienstleiter von Reitzenhain verantwortlich. Sie wurden am 31. Mai 1945 inhaftiert und ihnen aufgrund teilweise bestehender NSDAP-Mitgliedschaft Sabotage vorgeworfen. Der Lokführer Karl Baasner, früheres NSDAP-Mitglied, soll die Geschwindigkeit des Zuges bei ständig wechselnden Anstiegen und Gefällestrecken bis auf 70 Kilometer pro Stunde erhöht haben, was letztlich zur Katastrophe geführt hätte. Dem Zugführer und Hauptzug-Begleiter Emil Schreier, früheres NSDAP-Mitglied, wurde zur Last gelegt, nichts unternommen zu haben, um die am Bremssystem aufgetretenen Mängel zu beseitigen und begann die Zugfahrt auf einem Zug mit technischen Defekten, bei fehlenden Bremsen am 9. Plattformwagen.
Fahrdienstleiter Walter Bräuer hingegen, seit 1942 ebenfalls NSDAP-Mitglied, soll die Annahme des Transportes und die Ausfertigung der für die Weiterfahrt notwendigen Dokumente, die Überprüfung des technischen Zustandes des Zuges vorgenommen haben und die Freigabe zur Weiterfahrt trotz offensichtlichen Defektes des Bremssystems erteilt haben.
Linus Kaden war damals Stationsvorsteher am Bahnhof Reitzenhain. Ihm wurde vorgeworfen, keine  Maßnahmen zur Überprüfung des technischen Zustandes des Zugs getroffen zu haben. So wurde der Zug mit Defekten am Bremssystem auf Fahrt geschickt, was zu  der Katastrophe führte, die Menschenleben kostete.
Baasner, Bräuer, Kaden und Schreier wurden bereits am 4. Juni 1945 aufgrund des Artikels 58-14 des Strafgesetzbuches der RSFSR („Konterrevolutionäre Sabotage“) zum Tod durch Erschießen verurteilt. Das Todesurteil wurde am 30. Juni 1946 vollstreckt. Der ebenfalls inhaftierte Lokheizer entkam der Todesstrafe.

## Rehabilitierung der Hingerichteten
Am 6. Juni und am 13. Juni 2006 wurden Linus Kaden und Walter Bräuer von russischer Seite rehabilitiert. Am 19. Mai 2011 erfolgte auch die Rehabilitierung von Emil Schreier, lediglich die Rehabilitierung des Lokführers Karl Baasner wurde an diesem Tag abgelehnt.